# Поант Ноар
Поант Ноар (фр. Pointe-Noire) је лука и други највећи град у Републици Конго на западу Централне Африке и обали Атлантског океана. 
У широј области града живи око 1,1 милион људи.
Поант Ноар је посебно значајан као лука и центар експлоатације нафте. 